# Stanisław Uziak
Stanisław Uziak (ur. 27 lutego 1926 w Woli Suchożebrskiej, zm. 17 lutego 2011) – polski gleboznawca, profesor nauk przyrodniczych.

## Życiorys
Był absolwentem Uniwersytetu Marii Curie-Skłodowskiej, w 1954 r. obronił pracę doktorską, w 1964 r. habilitował się. W 1973 r. uzyskał tytuł profesora nauk przyrodniczych, a w 1980 r. tytuł profesora zwyczajnego.  
Pracował w Instytucie Nauk o Ziemi na Wydziale Biologii i Nauk o Ziemi Uniwersytetu Marii Curie-Skłodowskiej, oraz był członkiem honorowym Komitetu Gleboznawstwa i Chemii Rolnej PAN.

## Odznaczenia i wyróżnienia
- Tytuł Zasłużonego Nauczyciela PRL[2]
- Złota Odznaka Polskiego Towarzystwa Geograficznego[1]
- Złoty Krzyż Zasługi[1][2]
- Srebrny Krzyż Zasługi[1][2]
- Krzyż Kawalerski Orderu Odrodzenia Polski[1][2]